# Amerikaanse gouverneursverkiezingen 2021
De Amerikaanse gouverneursverkiezingen 2021 werden gehouden op dinsdag 2 november 2021 in de Verenigde Staten. Hierbij kozen twee Amerikaanse staten een nieuwe gouverneur. De verkiezingen waren een onderdeel van een aantal nationale, staats- en lokale verkiezingen die dag. Eerder vond in september een recall-verkiezing plaats in de staat Californië om er de zittende gouverneur eventueel af te zetten.

## Achtergrond
- Reguliere gouverneursverkiezingen vonden plaats in de staten New Jersey en Virginia. In New Jersey streed zittend gouverneur Phil Murphy (Democratische Partij) voor een tweede ambtstermijn en nam hij het op tegen de Republikein Jack Ciattarelli. In Virginia, waar het gouverneurs niet is toegestaan om twee aaneengesloten termijnen te dienen, was zittend Democratisch gouverneur Ralph Northam niet opnieuw verkiesbaar. In zijn plaats nam partijgenoot en oud-gouverneur Terry McAuliffe het op tegen Republikein Glenn Youngkin.

- In Californië vond geen reguliere verkiezing plaats, maar een recall-verkiezing. Deze vond plaats op 14 september en moest beslissen over het al dan niet aanblijven van de zittende Democratische gouverneur Gavin Newsom en over wie zijn eventuele opvolger moest worden. De verkiezing was in gang gezet door tegenstanders van Newsom, die ontevreden waren met het door hem gevoerde beleid (in het bijzonder omtrent de coronapandemie) en uiteindelijk voldoende steun en handtekeningen wisten te behalen. Een soortgelijke recall-verkiezing voor een gouverneur was in de Verenigde Staten pas drie keer eerder voorgekomen: in North Dakota (1921), Californië (2003) en Wisconsin (2012). Newsom, die in 2018 verkozen werd en aantrad in januari 2019, won de recall-verkiezing met gemak. Hij werd zodoende niet afgezet en mocht zijn termijn, die nog liep tot januari 2023, voltooien.[1]

## Uitslagen
| Staat      | Zittende gouverneur | Partij    | Status                                      | Uitslag belangrijkste kandidaten                       |
| ---------- | ------------------- | --------- | ------------------------------------------- | ------------------------------------------------------ |
| New Jersey | Phil Murphy         | Democraat | herkozen                                    | Phil Murphy (D) - 51,0% Jack Ciattarelli (R) - 48,2%   |
| Virginia   | Ralph Northam       | Democraat | niet herkiesbaar, Republikeinse overwinning | Glenn Youngkin (R) - 50,6% Terry McAuliffe (D) - 48,6% |

### Recall-verkiezing in Californië
| Staat      | Zittende gouverneur | Partij    | Status                                    | Uitslag                                          |
| ---------- | ------------------- | --------- | ----------------------------------------- | ------------------------------------------------ |
| Californië | Gavin Newsom        | Democraat | herkozen voor voltooiing van ambtstermijn | Voor afzetting – 38,12% Tegen afzetting – 61,88% |